# Glyphonycteris daviesi
Glyphonycteris daviesi (Hill, 1964) è un pipistrello della famiglia dei Fillostomidi diffuso nell'America centrale e meridionale.

## Descrizione

### Dimensioni
Pipistrello di medie dimensioni, con la lunghezza della testa e del corpo tra 63 e 84 mm, la lunghezza dell'avambraccio tra 54 e 58 mm, la lunghezza della coda tra 5 e 11 mm, la lunghezza del piede tra 17 e 20 mm, la lunghezza delle orecchie tra 27 e 31 mm e un peso fino a 30 g.

### Aspetto
La pelliccia è lunga e lanosa. Le parti dorsali sono bruno-grigiastre scure, mentre le parti ventrali sono leggermente più chiare. Il muso è allungato, provvisto di una foglia nasale lanceolata con la porzione anteriore larga e separata dal labbro superiore. Sul mento è presente un solco longitudinale contornato da un cuscinetto carnoso a forma di V.  Le orecchie sono grandi, separate tra loro, triangolari ed appuntite. Il trago è piccolo, triangolare ed appuntito. I piedi sono lunghi e ricoperti di peli. La coda è corta ed è completamente inclusa nell'uropatagio. Il calcar è più corto del piede. Il cariotipo è 2n=28 FNa=52.

## Biologia

### Comportamento
Si rifugia nelle cavità degli alberi in gruppi comprendenti entrambi i sessi e i loro piccoli. Sono in grado di fuggire da borse di stoffa, dove vengono depositati dopo essere stati catturati, masticando il tessuto. Tale caratteristica sembra essere abbastanza rara nei pipistrelli.

### Alimentazione
Si nutre di insetti e  piccoli vertebrati come le rane.

### Riproduzione
Femmine che allattavano sono state osservate nel mese di marzo a Panama e ad agosto in Brasile, mentre altre gravide in agosto in Perù.

## Distribuzione e habitat
Questa specie è diffusa nell'Honduras, Nicaragua, Costa Rica e Panama orientali; Colombia settentrionale e meridionale, Venezuela, Guyana, Suriname, Guyana francese, Ecuador centrale ed orientale, Perù orientale, Brasile settentrionale, occidentale e nord-orientale, Boliviasettentrionale e sull'isola di Trinidad.
Vive nelle foreste mature sempreverdi fino a 500 metri di altitudine.

## Conservazione
La IUCN Red List, Considerato il vasto areale sebbene sia abbastanza rara e in alcune zone minacciata a causa della perdita del proprio habitat, classifica G.daviesi come specie a rischio minimo (Least Concern)).